# Теория поколений Штрауса – Хау
Теория поколений Штрауса – Хау — теория, разработанная Уильямом Штраусом и Нилом Хау и описывающая повторяющиеся поколенческие циклы в истории США. 
Штраус и Хау впервые заговорили о теории в 1991 году, когда вышла их совместная книга «Поколения» («Generations»), которая пересказывает историю США как серию биографий разных поколений, начиная с 1584 года. В 1997 году свет увидела книга «Четвёртое превращение» («The Fourth Turning»), где авторы развивают теорию и пишут о четырёхчастном поколенческом цикле и повторяющихся моделях поведения в истории США. Теория поколений описывает историю США, включая 13 колоний. Именно эта географическая область и была лучше всего изучена, однако Штраус и Хау также изучили поколенческие направления в других странах и обнаружили схожие циклы в некоторых развитых странах. Несмотря на то, что труды авторов получили широкое распространение и признание, в академических кругах теорию встретили по-разному: одни восхищались «дерзким и оригинальным утверждением», другие — критиковали теорию поколений. Последние обращали внимание на недостаток точных эмпирических данных, а также обвиняли авторов в том, что они приукрасили настоящие различия между поколениями.

## История
Уильям Штраус и Нил Хау сотрудничали с конца 1980-х годов, когда они начали работу над книгой «Поколения», которая рассматривает историю США как последовательность поколенческих биографий. До этого оба автора писали про поколения: Штраус — про поколение бэби-бума и солдат Вьетнамской войны, а Хау — про Великое (Величайшее) поколение и федеральные программы субсидий. Интерес исследователей к поколениям как к более широкой теме возник после их встречи в Вашингтоне и обсуждения связей между их предыдущими работами.
Их интересовало, почему бэби-бумеры и представители Величайшего поколения по-разному смотрят на мир и какой именно опыт повлиял на их мировоззрение. Их также волновал вопрос, существовали ли поколения, которые вели себя подобным образом. Исследование показало, что существуют исторические аналогии между прошлыми и настоящим поколениями. В итоге оба автора обнаружили повторяющуюся модель поведения четырёх типов поколений в англо-американской истории, каждому из которых присущ особый собирательный образ и соответствующий цикл четырёх разных типов эпохи, каждый со свойственным ему настроением. Основы этой теории были изложены в книге «Поколения» (1991). Подробный анализ теории поколений и проработанную терминологию Штраус и Хау предложили в книге 1997 года «Четвёртое превращение».
«Поколения» помогли популяризировать идею о том, что люди определённой возрастной группы склонны разделять особый набор убеждений, отношений, ценностей и моделей поведения, так как они росли в одинаковых исторических условиях. В середине 1990-х годов Штраус и Хау начали получать запросы от организаций, которые желали знать, как понимание поколенческих особенностей могло бы решить их стратегические проблемы. Исследователи были признаны пионерами в данной области и часто выступали на конференциях и мероприятиях, а также открыли консалтинговую компанию LifeCourse Associates.

## Работы
Первая книга Штрауса и Хау «Поколения» (1991) рассказывает об истории США как о смене англо-американских поколенческих биографий, начиная с 1584 года и заканчивая современностью, и выявляет повторяющийся поколенческий цикл в истории страны. Авторы распознают модель четырёх повторяющихся фаз, типов поколений, циклов духовного пробуждения и кризисов светского общества с момента основания колоний до настоящего времени.
В 1993 году вышла вторая книга авторов «Тринадцатое поколение» (13th Gen: Abort, Retry, Ignore, Fail), посвящённая изучению поколения X — поколения людей, родившихся между 1961 и 1981 годами (это поколение в США называют тринадцатым, так как оно стало тринадцатым по счёту с момента появления американской нации). Книга показывает, как исторические события и перемены — представители этого поколения были детьми во время так называемой революции сознания (контркультурная революция в США с  середины 1960-х до середины 1970-х, связанная с распространением рок- и попмузыки, массовой культуры, психоделических практик, выразившаяся в движении хиппи, движениях против Вьетнамской войны и за отмену военного призыва, движениях за равноправие расовых меньшинств) — сформировали их прагматизм.
В 1997 Штраус и Хау опубликовали «Четвёртое превращение: американское пророчество» (The Fourth Turning: An American Prophecy), в котором более подробно рассматривались идеи, высказанные в «Поколениях». Авторы начали использовать более красочные названия для поколенческих архетипов, например, Граждане стали Героями, Приспособленцы — Художниками, а также стали называть поколенческие циклы превращениями. Заглавие, отсылающее к первой книге, означает кризисный период, который, по мнению исследователей, должен был начаться после смены тысячелетий.
В 2000 году авторы опубликовали работу «Восхождение поколения Миллениума: следующее Великое поколение» (Millennials Rising: The Next Great Generation). В ней исследуется характер поколения, которое на тот момент достигало совершеннолетия и старшие представители которого заканчивали среднюю школу в 2000 году. Штраус и Хау показывают, как сегодняшние подростки и молодые взрослые пересматривают понятие молодости: на смену пессимизму и отчуждённости их родителей приходят оптимизм и активная жизненная позиция. Исследователи отмечают, что поколение Миллениума предъявляет высокие требования к миру; его представители менее жестоки, вульгарны и сексуально озабочены, чем та подростковая культура, которую взрослые создают для них. В течение следующего десятилетия они изменят понимание молодости. Согласно авторам, поколение Миллениума может стать новым Великим поколением.

## Поколение: определение
Штраус и Хау определяют поколение как совокупность всех людей, рождённых в промежуток времени, составляющий примерно 20 лет, или одну фазу жизни: детство, молодость, средний возраст и старость. Поколение можно идентифицировать, если оно соответствует трём критериям. Во-первых, представители одного поколения разделяют одну историческую эпоху: они сталкиваются с одинаковыми ключевыми историческими событиями и социальными веяниями, находясь на тех же жизненных фазах. Во-вторых, они разделяют определённые общие убеждения и модели поведения. В-третьих, зная об опыте и особенностях, которые они разделяют со своими ровесниками, представители одного поколения также будут разделять и чувство принадлежности к данному поколению. Причём люди, родившиеся на стыке поколений (+- 3-5 лет от условной границы между ними), образуют так называемую "пограничную" группу. Они могут обладать характеристиками как своего поколения, так и ближайшего.
Штраус и Хау утверждают, что они выработали своё определение поколения на основе трудов различных авторов и мыслителей: от древних писателей, как Полибий и Ибн Хальдун, до относительно современных социальных теоретиков, как Хосе Ортега-и-Гассет, Карл Маннгейм, Джон Стюарт Милль, Эмиль Литтре, Огюст Конт и Франсуа Мантре.

## Поколенческие превращения и архетипы

### Превращения
Работая над «Поколениями» Штраус и Хау обнаружили некую модель в развитии поколений, на которую влияли исторические события, относящиеся непосредственно к поколениям. Авторы назвали эту модель превращениями (или периодами). В «Поколениях» и, более детально, в «Четвёртом превращении» они выявляют четырёхступенчатый цикл социальных и настроенческих эр (превращений).

#### Подъём
Согласно Штраусу и Хау, первое превращение — Подъём. Это пост-кризисный период, когда институты сильны, а индивидуализм слаб. Общество уверено в том, чего оно хочет добиться сообща, однако люди, не включённые в это движение, часто страдают от необходимости следовать правилам, общим для всех.
По мнению авторов, самый недавний Подъём наблюдался в США после Второй мировой войны и завершился убийством Джона Кеннеди 22 ноября 1963 года.

#### Пробуждение
Согласно теории, второе превращение — Пробуждение. Это период, когда институты подвергаются нападкам во имя личной и духовной автономии. Как только общество достигает пика своего развития, людей внезапно начинает утомлять дисциплина, и они хотят вернуть себе индивидуальность. Молодые активисты смотрят на период Подъёма как на эпоху культурной и духовной бедности.
Штраус и Хау считают, что недавним Пробуждением стала «революция сознания», которая охватывает период с середины 1960-х (университетские и городские протесты) до переизбрания Рональда Рейгана. (6 ноября 1984 года). 

#### Спад
Согласно Штраусу и Хау, третье превращение — Спад. Настроение этого периода во многом противоположно Подъёму: институты слабы и лишены доверия, тогда как индивидуализм процветает. Подъёмы следуют за Кризисами, поэтому общество жаждет объединяться и строить. Спады приходят на смену Пробуждениям, вот почему общество разобщено и хочет наслаждаться жизнью. Авторы отмечают, что последний Спад соответствовал периоду экономического бума в США и длился с середины 1980-х до террористических актов 11 сентября 2001 года. 

#### Кризис
По мнению исследователей, четвёртое превращение — Кризис. Это период, когда институциональные структуры разрушены и созданы вновь для выживания нации. Гражданские власти приходят в себя, культура меняет направление и служит нуждам общества, и люди постепенно начинают осознавать себя в качестве членов некой более крупной группы. В США последний Кризис начался с биржевого краха 1929 года и завершился окончанием Второй мировой войны. Величайшее поколение, рождённое 1901—1924 гг., в этот период достигло совершеннолетия. Их уверенность, оптимизм и стремление к единению стали воплощением духа этой эпохи. Согласно авторам, поколение Y во многом похоже на молодёжь Величайшего поколения. Особенно это касается таких черт, как увеличение вовлечённости в гражданскую активность, улучшение поведения и коллективная уверенность.

### Цикл
Каждый период длится 20-22 года. 4 периода составляют полный цикл, продолжающийся приблизительно 80-90 лет, который авторы называют saeculum, что в переводе с латыни значит «длинная жизнь человека» и «естественный век».
Смена поколений приводит в движение цикл превращений и определяет его периодичность. Как только каждое поколение вступает в следующую жизненную фазу (и новую социальную роль), фундаментально меняются настроение и поведение, давая возможность новому поколению проявить себя. Следовательно, существует зависимость между историческими событиями и поколенческими типами. Исторические события формируют поколения в детстве и молодости; потом, будучи родителями и лидерами в середине жизни и в старости, поколения формируют историю.
Каждое из четырёх превращений имеет особое настроение, которое повторяется каждый новый цикл. Штраус и Хау назвали эти периоды «сезонами истории». Пробуждение они сравнили с летом, а Кризис — с зимой. Подъём и Спад — переходные сезоны, схожие с весной и осенью. Штраус и Хау обнаружили 26 Превращений за 7 циклов англо-американской истории с 1435 года до сегодняшнего дня.
В основе идей Штрауса и Хау лежит смена двух разных превращений — Кризисов и Пробуждений. Оба этих периода характеризуются тем, что люди, их пережившие, наблюдали такие исторические события, которые сильно изменили их социальную среду. Кризисы — это периоды, отмеченные серьёзными гражданскими переворотами, когда общество фокусируется на том, чтобы реорганизовать внешний мир институтов и публичного поведения (последний американский Кризис длился с Великой депрессии до конца Второй мировой войны). Пробуждения — периоды, отмеченные культурным и религиозным обновлением, когда общество фокусируется на том, чтобы изменить внутренний мир ценностей и личностного поведения (последнее американское Пробуждение совпадает с «революцией сознания» 1960-х и 1970-х гг.). Во время Кризисов существование опасности приводит к консенсусу в обществе, практике персональной жертвы и строгому институциональному порядку. Во время Пробуждений популярность получает практика индивидуализма, а институциональный порядок терпит нападки со стороны новых общественных идеалов и духовных задач. По мнению авторов, примерно каждые 80-90 лет (длинная жизнь одного человека) в американском обществе происходит национальный Кризис. За 40-45 лет до Кризиса общество переживает Пробуждение.
Описывая этот цикл Кризисов и Пробуждений, Штраус и Хау отталкивались от работ других историков и социологов, которые обнаружили длинные циклы в американской и европейской истории. Цикл Кризисов Штрауса-Хау можно соотнести с длинными циклами войны, изученными такими учёными, как Арнольд Тойнби и Куинси Райт, и с геополитическими циклами, которыми занимались Уильям Р.Томпсон и Джордж Модельски. Штраус и Хау утверждают, что их цикл Пробуждений соответствует работе Энтони Уоллеса о «моментах оживления». Авторы также заявляют о том, что повторяющиеся Кризисы и Спады отсылают к двухчастным циклам в политике (Волтер Дин Бернхам, Артур Шлезингер-отец и сын), международных отношениях (Фрэнк Клингберг) и экономике (Николай Кондратьев). Кроме того, Штраус и Хау брали в расчёт и долгосрочные колебания в криминологии и токсикомании.

### Архетипы
Штраус и Хау выделяют 4 вида поколенческих архетипов, которые повторяются последовательно в ритме цикла Кризисов и Пробуждений. В книге «Поколения» авторы называют эти архетипы Идеалист, Реагирующий, Гражданский и Приспособляющийся. В «Четвёртом превращении» они меняют терминологию: появляются Пророк, Странник, Герой и Художник. Поколение каждого из архетипов разделяет не только место в истории, но и базовые отношения к семье, риску, культуре, ценностям и гражданской активности. Поколения, имеющие одинаковый исторический опыт в начале жизни, формируют коллективный портрет и живут согласно похожим жизненным сценариям. На сегодняшний момент Штраус и Хау обнаружили 25 поколений в англо-американской истории, каждому из которых соответствует определённый архетип. Авторы описывают архетипы следующим образом:

#### Пророк
Поколение Пророков рождается к концу эпохи Кризиса, во время оживления жизни общества и консенсуса по поводу нового социального порядка. Будучи детьми пост-кризисного периода, в юном возрасте Пророки избалованны, совершеннолетия они достигают молодыми эксцентричными предвестниками Пробуждения. В середине жизни они сосредотачиваются на морали и принципах, а в конце жизни, на правах старейшин, руководят очередным Кризисом.

#### Странник
Поколение Странников рождается в эпоху Подъёма, время социальных идеалов и духовных исканий, когда молодые люди яростно критикуют устоявшийся порядок. Странники растут незащищёнными детьми в период Пробуждения, достигают совершеннолетия в качестве отчуждённых молодых людей эпохи пост-Пробуждения, становятся прагматичными взрослыми лидерами в Кризис и встречают старость после этого периода с большим запасом жизненных сил.

#### Герой
Поколение Героев рождается после Пробуждения, во время Спада, периода индивидуального прагматизма, уверенности в своих силах и невмешательства. Герои растут как очень оберегаемые дети пост-Пробуждения, достигают совершеннолетия молодыми оптимистами, ориентированными на интересы группы, во время Кризиса, становятся энергичными и чрезвычайно уверенными в себе взрослыми и превращаются в политически-могущественных пожилых людей, встречающих очередное Пробуждение.

#### Художник
Поколение Художников рождается после Спада, во время Кризиса, когда серьёзные угрозы упрощают социальные и политические сложные схемы в пользу общественного консенсуса, учреждений, занимающихся активной деятельностью, и этики и индивидуальности, принесённых в жертву. Художников-детей чрезмерно оберегают взрослые, занятые Кризисом, они достигают совершеннолетия социализированными приспособленцами в пост-Кризисном мире, становятся взрослыми лидерами, ориентированными на активную деятельность во время Пробуждения и превращаются в рассудительных пожилых людей в эпоху пост-Пробуждения.

### Выводы
- Средняя продолжительность жизни — 80 лет, и состоит из четырёх периодов длительностью ~ 20 лет:
  - детство → молодость → средний возраст → старость;
- Поколение — это совокупность людей, которые рождаются каждые 20 лет:
  - Бэби-бумеры → поколение X → поколение Y → поколение Z  → поколения Альфа > Поколение Бета
- Каждое поколение переживает 4 превращения:
  - Подъём → Пробуждение → Спад → Кризис.
- Поколение считается доминантным или рецессивным в зависимости от того превращения, которое оно пережило в молодости. Однако когда молодое поколение достигает совершеннолетия и определяет свой коллективный портрет, взрослое поколение, противоположное первому, достигает своего пика.
  - Доминантное поколение: независимое поведение и главная роль в формировании эпохи.
  - Рецессивное поколение: зависимая роль в формировании эпохи.
- Доминантные поколения: Пророк — эпоха подъёма; Герой — эпоха спада.
- Рецессивные поколения: Странник — Пробуждение, Художник — Кризис.

## Современная теория поколений в глобальном мире
| Поколение                            | Архетип                     | Годы рождения               | Превращение и ключевые события                                                                                    |
| Цикл позднего Средневековья          | Цикл позднего Средневековья | Цикл позднего Средневековья | Цикл позднего Средневековья                                                                                       |
| ------------------------------------ | --------------------------- | --------------------------- | --- |
| Артурианское поколение               | Герой                       | 1433-1460 (28)              | Спад: Окончание Столетней войны                                                                                   |
| Поколение гуманистов                 | Художник                    | 1461-1482 (22)              | Кризис: Война Алой и Белой розы                                                                                   |
| Цикл Реформации (105)                |                             |                             | |
| Поколение Реформации                 | Пророк                      | 1483-1511 (29)              | Подъём: Английский Ренессанс                                                                                      |
| Поколение репрессий                  | Странник                    | 1512-1540 (29)              | Пробуждение: Реформация                                                                                           |
| Елизаветинское поколение             | Герой                       | 1541-1565 (25)              | Спад: Нетерпимость и мученичество                                                                                 |
| Парламентское поколение              | Художник                    | 1566-1587 (22)              | Кризис: Непобедимая армада                                                                                        |
| Цикл Нового Света (113)              |                             |                             | |
| Пуританское поколение                | Пророк                      | 1588-1617 (30)              | Подъём: Старая добрая Англия                                                                                      |
| Рыцарское поколение                  | Странник                    | 1618-1647 (30)              | Пробуждение: Английская революция                                                                                 |
| Славное поколение                    | Герой                       | 1648-1673 (26)              | Спад: Реставрация Стюартов                                                                                        |
| Просвещённое поколение               | Художник                    | 1674-1700 (27)              | Кризис: Война Короля Филипа/ Славная революция                                                                    |
| Революционный цикл (91)              |                             |                             | |
| Поколение пробуждения                | Пророк                      | 1701-1723 (23)              | Подъём: Августинская эпоха                                                                                        |
| Поколение свободы                    | Странник                    | 1724-1741 (18)              | Пробуждение: Великое пробуждение                                                                                  |
| Республиканское поколение            | Герой                       | 1742-1766 (25)              | Спад: Война с французами и индейцами                                                                              |
| Поколение компромисса                | Художник                    | 1767-1791 (25)              | Кризис: Американская и Французская революции                                                                      |
| Цикл Гражданской войны (68)          |                             |                             | |
| Трансцендентное поколение            | Пророк                      | 1792-1821 (30)              | Подъём: Эра добрых чувств                                                                                         |
| Позолоченное поколение               | Странник                    | 1822-1842 (21)              | Пробуждение: Второе Великое пробуждение                                                                           |
|                                      | Герой 0                     |                             | |
| Прогрессивное поколение              | Художник                    | 1843-1865 (23)              | Кризис: Гражданская война в США                                                                                   |
| Цикл «великой силы» (81)             |                             |                             | |
| Миссионерское поколение              | Пророк                      | 1865-1882 (18)              | Подъём: Реконструкция Юга/Позолоченный век в США                                                                  |
| Потерянное поколение                 | Странник                    | 1883-1900 (18)              | Пробуждение: Третье Великое пробуждение                                                                           |
| Великое поколение                    | Герой                       | 1901-1927 (27)              | Спад: Первая мировая война/Сухой закон в США                                                                      |
| Молчаливое поколение                 | Художник                    | 1928-1945 (18)              | Кризис: Великая депрессия/Вторая мировая война                                                                    |
| Цикл Миллениума (79)                 |                             |                             | |
| Бэби-бумеры                          | Пророк                      | 1945-1963 (19)              | Подъём: Pax Americana                                                                                             |
| Поколение X / 13-е поколение 1       | Странник                    | 1964-1979 (15)              | Пробуждение: Революция сознания                                                                                   |
| Поколение Y / Поколение Миллениума 2 | Герой                       | 1980—1994 (14)              | Спад: Культурные войны, Постмодернизм                                                                             |
| Поколение Z / Поколение Домоседов 3  | Художник                    | 1995—2010 (15)              | Кризис: Мировой экономический кризис (с 2008 года), Изменение климата, Война против терроризма, Пандемия COVID-19 |

Примечание(0): Согласно приведённой таблице, поколенческие типы в англо-американской истории сохраняли повторяющийся порядок превращений на протяжении 500 лет с единственным отклонением в цикле Гражданской войны. Причины этого кроются в самом опыте пережитого конфликта: поколение Героев продемонстрировало худшие качества своего коллективного характера, и их дети-представители Прогрессивного поколения выросли скорее запуганными, чем благородными, что предполагал их архетип.
Примечание(1): Штраус и Хау оперируют понятием «13-е поколение» вместо более употребляемого «поколения X» в своей книге, которая увидела свет всего за несколько недель до работы Дугласа Коупленда «Поколение X». Такой порядковый номер поколение получило, так как оно стало тринадцатым с момента обретения независимости США.
Примечание(2): Хотя на сегодняшний момент не существует общепринятого наименования этого поколения, поколение Миллениум (название, придуманное Штраусом и Хау) в США получило широкое распространение. Другие названия: поколение Y (так как оно следует за поколением X) и Интернет-поколение.
Примечание(3): Хау и Штраус в книге «Поколения» предложили называть людей, которые рождены или будут рождены с середины 2000-х до 2020-х гг., Новым Молчаливым поколением. Сейчас Хау называет их поколением Домоседов. Но, вскоре выяснилось, что прогноз авторов, упомянутый в их работе, о том, что границы размыты, и что скорость их развития, подобно временам года, нельзя предугадать — оправдался. На сегодняшний день, к Новому Молчаливому поколению или поколению Z, по данным большинства ведущих международных исследований таких компаний, например, как Маккинзи (McKinsey & Company), относят рождённых с 1995 до 2010 гг.
Базовая продолжительность влияния и поколений, и превращений — около 20 лет, что соответствует социально и биологически детерминированным фазам жизни человека. Вот почему она оставалась неизменной в течение веков. Некоторые, однако, утверждают, что растущие темпы технологического прогресса в последние десятилетия уменьшат длительность влияния того или иного поколения. Согласно Штраусу и Хау, тем не менее, этого не произойдёт. Пока ребёнок будет становиться взрослым человеком в 20 лет, человеком среднего возраста в 40, а пожилым — в 60, базовая продолжительность поколений и превращений останется неизменной.
Однако в «Четвёртом превращении» Штраус и Хау подчёркивают, что точных границ, отделяющих одно поколение от другого, не существует. Ритм развития поколений нельзя предсказать, как в физике или астрономии, но он похож на биологические циклы, где можно выделить лишь определённые интервалы. Штраус и Хау сравнивают длительность циклов с временами года: так же, как и зима может наступить раньше или позже и быть более или менее суровой в каком-либо году, так и превращения наступают в разное время.

## Теория поколений на постсоветском пространстве
Несмотря на то, что изначально теория поколений Штрауса и Хау была направлена на изучение англо-американской истории, она получила широкое распространение во многих странах мира, в том числе и в России. «Теорию поколений после США сначала проверили в ЮАР, потом в странах „азиатских тигров“, а затем в Европе и России. Ценности поколений во всех странах схожи. Дело в том, что есть ключевые события и явления в мире (появление Интернета, распространение мобильной связи), общие для разных стран. Смена поколений проходит практически в одном режиме по всему миру», — утверждает Евгения Шамис, координатор проекта «Теория поколений в России — Rugenerations».
В России, в отличие от США, теорию поколений не признают, поэтому её изучают не историки, а маркетологи, специалисты по рекламе и связям с общественностью и HR-менеджеры, которые применяют её на практике. Так, например, Уральский банк реконструкции и развития и компания «Вымпелком» поменяли HR-стратегию, чтобы привлечь и удержать работников-представителей поколения Миллениума: свободный график, постоянное обучение в игровой форме, геймификация карьерного роста, использование возможностей социальных медиа.
Однако, не все российские специалисты позитивно встретили теорию. Так, Ирина Ходарева, руководитель HR-отдела холдинга «ТИБЛ-Груп», считает: «Частично можно к этой теории прислушиваться, но в чистом виде на практике мы её не применяем. Она слишком обобщает целые пласты людей, не учитывая ни психологический тип, ни темперамент, ни личные мотивы и социальные приоритеты». Некоторые российские социологи считают, что на данный момент теоретические основы концепции Штрауса-Хау нуждаются в адаптации под российские условия исторического развития . Исследования в России продолжаются по сей день, но всё же признают многие, что это всё условно, ведь определить с точностью до месяца и даже года период, где заканчивается одно поколение и начинается другое, на сегодняшний день невозможно: каждый исследователь видит поколения немного по-разному. 
Результаты исследований некоторых российских социологов:
| Названия поколений по классификации RuGenerations | Годы рождения  | Названия поколений по классификации Вадима Радаева | Годы рождения  |
| ------------------------------------------------- | -------------- | -------------------------------------------------- | -------------- |
| Величайшее поколение (эпоха спада)                | 1903-1923 (21) | Мобилизационное поколение                          | 1938 и раннее  |
| Молчаливое поколение (эпоха кризиса)              | 1924-1943 (20) | Поколение оттепели                                 | 1939-1946 (8)  |
| Бэби-бумеры (эпоха подъёма)                       | 1944-1963 (20) | Поколение застоя                                   | 1947-1967 (21) |
| Иксы (X) (эпоха стабильности)                     | 1964-1984 (21) | Реформенное поколение                              | 1968-1981 (14) |
| Миллениумы (Y) (эпоха спада)                      | 1985-2002 (18) | Поколение миллениалов                              | 1982-2000 (19) |
| Хоумлендеры (Z) (эпоха кризиса)                   | 2003-2024 (22) | Поколение Z                                        | С 2001         |

По результатам нескольких междисциплинарных исследований предложены свои интерпретации фундаментальных характеристик российских поколений, каждое из которых является современником судьбоносного исторического события, значительно меняющего либо устои жизни страны в целом либо правила жизни в определённый период времени.
Для описания отечественных поколений предложены несколько вариантов: поколение победителей (1920—1927), поколение пятидесятников (1928—1934), поколение 1937 года (1935—1939), поколение детей войны (1940—1945), поколение Холодной войны, или потерянное поколение (1946—1950), поколение детанта (1951—1957), поколение космоса (1958—1965), поколение Чернобыля (1966—1968), поколение Перестройки или поколение Пепси (1969—1974), поколение гиперинфляций (1975—1981), первое непоротое поколение (1982—1984), первое несоветское поколение (Дети Перестройки) (1985—1991), цифровое поколение (1997—2009), последнее советское поколение (1971—1973), «поколение лишних людей» (1967—1973).
Исследование отечественных поколений впервые начало осуществляться ещё в позднем СССР социологами в Институте социологии РАН. Наиболее изученным с социально-антропологической точки зрения является поколение «советских бэби-бумеров» (1950-х годов рождения). Первое социально-антропологическое исследование этого поколения осуществил Алексей Юрчак. В соответствии с его теорией, именно с этого поколения начинается постепенный распад всей советской системы, поскольку происходит разрушение «авторитетного дискурса», свойственного предшествующим советским поколениям. Книга Дональда Рали содержит анализ глубинных биографических интервью с представителями этого поколения, проведённых среди выпускников двух престижных, по советским меркам, школ Москвы и Саратова. Работы Дмитрия Травина и Владимира Гельмана также внесли большой вклад в изучение антропологии поколения «советских бэби-бумеров 1950-х». Исследование «последнего советского поколения» конца 1960-х — начала 1970-х годов рождения, проведённое Михаилом Анипкиным, пока является единственным антропологическим исследованием этого поколения. М. Анипкин использует метафору «поколение лишних людей» и анализирует характеристики этой «лишности», выведенные на основе проведённых глубинных интервью. Концепцию «войны поколений» в позднем СССР и современной России М. Анипкин развивает в книге «Партработник», которая представляет собой кейс-стади советского партийного работника (отца автора книги). Анализируя биографию своего отца в руководящих структурах КПСС сквозь призму теории поколений, Анипкин выдвигает гипотезу о том, что именно поколенческий кризис (отсутствие поколенческого обновления) в руководстве партии в 1970-е — годы является одной из глубинных причин гибели советского государства и вводит в критико-аналитический оборот термин «поколенческая программа».
Существует ряд других оценок границ поколений. 
Некоторые эксперты, в том числе и социологи, всё-таки признают результаты большинства зарубежных ведущих исследований мира, считая, что у тех же поколений, которые выросли в других реалиях, могут быть свои особенности, выделяя следующие поколенческие группы: 
великое поколение — родившиеся в 1900—1924 годах;
молчаливое поколение — родившиеся в 1925—1945 годах;
беби-бумеры — родившиеся в 1946—1964 годах;
поколение Х — родившиеся в 1965—1979 годах;
поколение Y (миллениалы) — родившиеся в 1980—1994 годах;
поколение Z (iПоколение) — родившиеся в 1995—2010 годах.
Эксперты ссылаются на данные различных международных исследовательских центров, например, таких как Маккриндл (McCrindle) и т. д. Поэтому, как признаёт в своей монографии, опубликованной в рамках программы фундаментальных и прикладных исследований РИЦ, и напечатанной по решению кафедры социологии и работы с молодёжью БашГУ (ныне Уфимский университет науки и технологий), доктор социологических наук, профессор Р. Б. Шайхисламов: единого общепринятого определения поколений, на сегодняшний день, не существует.

## Другие теории

### Культурные поколения в США (1901-наше время)
| Поколение                                                                           | Архетип  | Годы рождения   | Повлиявшие вещи |
| ----------------------------------------------------------------------------------- | -------- | --------------- | --- |
| Величайшее поколение (Дети войны - 1901-1918, Победители - 1919-1927)               | Герой    | 1901-1927 (26)  | Первая мировая война (1914-1918 гг.) Джаз (1922-1929 гг.) Великая депрессия (1929-1939 гг.) Вторая мировая война (1939-1945 гг.) |
| Молчаливое поколение (Молчаливое поколение - 1928-1938, дети войны - 1939-1945)     | Художник | 1928-1945 (17)  | Великая депрессия (1929-1939 гг.) Вторая мировая война (1939-1945 гг.) Холодная война (1946-1989 гг.) Рок-н-ролл (1954-1964 гг.) |
| Бэйби-бумеры (Бэйби-бумеры - 1946-1954, поколение Джонса - 1955-1964)               | Пророк   | 1946-1963 (18)  | Холодная война (1946-1989 гг.) Рок-н-ролл (1954-1964 гг.) Рок-музыка (1965-1974 гг.) Развитие контркультуры (1965-1973 гг.)      |
| Поколение X (Поколение X - 1965-1976, Ксениалы - 1977-1984)                         | Странник | 1964-1983 (20)  | Окончание Холодной войны (1985-1991 гг.)                                                                                         |
| Миллениалы (Ксениалы - 1977-1984, Миллениалы - 1985-1992, Поколение Y - 1980- 1994) | Герой    | 1980-1994 (18)  | Террористические акты (2001 г.) Война с терроризмом (2001-н.в.) Мировой экономический кризис (2007-н.в.)                         |
| Поколение Z (Поколение Z или Хоумлендеры 1995- 2009)                                | Художник |                 | Развитие интернета (2013-н.в.) Смартфоны                                                                                         |
| Поколение Alpha (2010- 2024)                                                        | Пророк   | 2013-наше время | Пандемия коронавируса |

### Мини-поколения в США
| Поколение                                                    | Годы рождения |
| ------------------------------------------------------------ | ------------- |
| Поколение Просперити Величайшее поколение                    | 1904-1911     |
| Поколение Великой депрессии Величайшее поколение             | 1912-1922     |
| Поколение Второй мировой войны Величайшее поколение          | 1923-1927     |
| Поколение Холодной войны Молчаливое поколение                | 1928-1934     |
| Поколение движения за гражданские права Молчаливое поколение | 1935-1945     |
| Поколение контркультуры/ Поколение бэйби-бумеров             | 1946-1954     |
| Поколение разрядки Поколение Джонса                          | 1955-1962     |
| Поколение рейганомики Поколение X                            | 1963-1973     |
| Поколение 90-х Поколение X                                   | 1974-1980     |
| Поколение войны с терроризмом Поколение Y                    | 1981-1992     |
| Поколение кризиса Поколение Y/Z                              | 1993-2010     |

### Мини-поколения в России
| Поколение                                | Годы рождения | Ключевые события                                                                                                 |
| ---------------------------------------- | ------------- | --- |
| «Революцией мобилизованные и призванные» | 1902-1909     | Первая мировая война, революции 1917 г., гражданская война                                                       |
| «Комсомольцы-добровольцы»                | 1910-1916     | Начало строительства социализма (коллективизация, индустриализация)                                              |
| «Дети Арбата»                            | 1917-1922     | Большой террор 30-х гг., советско-финляндская война и Великая Отечественная война                                |
| «Навеки восемнадцатилетние»              | 1923-1925     | Отступление и перелом в Великой Отечественной войне                                                              |
| «Поколение победителей»                  | 1926-1927     | Победа над Германией и Японией                                                                                   |
| «Шестидесятники»                         | 1928-1934     | Победа над Германией, борьба с космополитизмом, смерть Сталина и «оттепель»                                      |
| «Поколение 1937 года»                    | 1935-1939     | Смерть Сталина, ХХ съезд КПСС, Венгерское восстание 1956 г., Международный фестиваль молодёжи в Москве в 1957 г. |
| «Дети Великой войны»                     | 1940-1945     | Международный фестиваль молодёжи в Москве в 1957 г., начало космической эры, начало строительства коммунизма     |
| «Сломанное поколение»                    | 1946-1950     | Кризисы начала 60-х годов, попытки реформ 60-х годов и конец Пражской весны                                      |
| «Поколение детанта»                      | 1951-1957     | Разрядка первой половины 70-х гг.                                                                                |
| «Гагаринское поколение»                  | 1958-1965     | Застой и начало системного кризиса СССР, афганская война, польская солидарность                                  |
| «Чернобыльское поколение»                | 1966-1968     | «Траурная пятилетка» начала 80-х годов, Перестройка и Чернобыль, путч 1991 г.                                    |
| «Поколение пепси»                        | 1969-1974     | Кризис Перестройки, распад СССР                                                                                  |
| «Поколение гиперинфляции»                | 1975-1980     | Гиперинфляция 1992-1993, 1998 гг., октябрьские события 1993 г., первая чеченская война                           |
| «Поколение дефолта»                      | 1981-1982     | Дефолт 1998 г. и вторая чеченская война                                                                          |
| «Миллениалы»                             | 1983-1994     | |
| «Зеллениалы» ( между Y и Z)              | 1995-1999     | |
| «Зумеры»                                 | 2000-2013     | |

## Критика
Теория Штрауса и Хау получила неоднозначные оценки. Многие обозреватели отметили амбициозность и доступность теории. Бывший вице-президент США Альберт Гор (окончил Гарвард вместе со Штраусом) назвал «Поколения» самой вдохновляющей книгой об американской истории, которую он когда-либо читал. Он даже выслал по копии работы каждому конгрессмену. Теория оказала влияние на исследования поколений, маркетинг и бизнес-литературу. Однако она подвергалась критике со стороны ряда историков, а также некоторых политологов и журналистов за свой детерминистический подход, несоответствие критерию Поппера и отказ от опоры на точные эмпирические данные.

### «Поколения»
После публикации первой книги «Поколения» Мартин Келлер, профессор истории в Брандейском университете, сказал, что авторы «выполнили домашнее задание». Он отметил, что их теорию можно рассматривать в качестве поп-социологии и что она «навлечёт на себя критику. Но почти всегда справедливо утверждение: чем шире ставишь сеть, тем больше в ней будет дыр. И я восхищаюсь дерзостью авторов». Гарвардский социолог Дэвид Рисмен заявил, что книга являет собой «впечатляющий набор множества отрывков из теорий и исторических трудов». Журнал Publishers Weekly назвал «Поколения» «такими же расплывчатыми, как и газетный гороскоп». The Times Literary Supplement нашёл книгу «увлекательной».

### «Четвёртое превращение»
В обзоре для The Boston Globe историк Дэвид Кайзер назвал «Четвёртое превращение» «провокационным и чрезвычайно захватывающим обзором истории США». «Штраус и Хау решили рискнуть», — считает Кайзер. «Если США спокойно доживут до 2015, то их работа окажется забытой, но если они правы, то они займут место среди великих американских пророков». Кайзер позже заявлял, что предсказания Штрауса и Хау стали реальностью, согласно его собственному анализу таких событий, как теракт 11 сентября, финансовый кризис 2008 года и недавние политические сложности в стране. Литературный критик The New York Times Майкл Линд писал, что теория весьма расплывчата и переходит в сферу псевдонауки. Линд утверждал, что теория «вводит в заблуждение» и «не соответствует критерию Поппера», хотя он и считал, что авторы сделали несколько интересных предположений по поводу истории США.

### «Тринадцатое поколение»
В 1993 году журналист Эндрю Леонард сделал обзор книги «Тринадцатое поколение». Он писал: «Поскольку авторы (Штраус и Хау) не переставая атакуют культуру 1960—1970-х гг. и злорадствуют, снова и снова издеваясь над своим собственным поколением — они представляют карикатурный образ бэби-бумеров как длинноволосых, сексуально озабоченных гедонистов и носителей контркультуры, — мы видим их настоящие намерения. Особенно чётко они прослеживаются в той части, где исследователи говорят о том, как тринадцатое поколение может повлиять на будущее: «Тринадцатое поколение изменит бешеные центробежные тенденции культуры их юности. Оно приведёт в порядок сферу развлечений, упростит культуру, вновь изобретёт основные символы национального единства, подтвердит ритуалы, связывающие семьи и соседей, и повторно поставит заграждения, чтобы защитить уютную и ленную жизнь сообществ от нежелательных бунтов». В том же 1993 году Джим Кормьер рецензировал эту книгу для газеты Globe and Mail: «Штраус и Хау, описывая своё поколение, не добавили глубокого анализа к предыдущим поп-наблюдениям. Но на скорую руку собрав вместе более широкий круг проблем группы, которую они называют тринадцатым поколением, они создали ценный букварь для ретроградов, которые чувствуют себя вне досягаемости». Кормьер считал, что авторы «подняли новые вопросы и нашли ответы о поколении, которое не хочет быть поколением. Во всяком случае, они честно, с юмором и чуткостью попытались преодолеть глубокую пропасть между двадцатилетними и сорокалетними».
В 1993 Чарльз Лоуренс написал в The Daily Telegraph, что в «Тринадцатом поколении» Штраус и Хау предложили этому молодому поколению «относительно нейтральное определение в качестве тринадцатого поколения со времён отцов-основателей». Согласно обзору Александра Феррона в журнале Eye Magazine, книга является «работой двух высококлассных историков. Хотя её основная тема — тринадцатое поколение, эту работу можно рассматривать как очень хорошо написанную и исчерпывающую историю США 1960—1981 гг., которая рассматривает эпоху через разные призмы вместо привычных исторических сюжетов (война, политика, голод и т. д.)».
Двадцать лет спустя Джон Миллер из Longitudinal Study of American Youth (организации, изучающей американскую молодёжь и созданной Национальным фондом науки) писал, что понятие «поколение X» Штрауса и Хау (хотя они называли его тринадцатым) широко используется как в популярной, так и научной литературе.

### «Восхождение поколения Миллениума»
Журналист Дэвид Брукс написал рецензию на книгу о следующем поколении «Восхождение поколения Миллениума» (2000): «Это не хорошая книга, если под „хорошей“ вы имеете в виду книгу, в которой авторы тщательно работают с фактами и подтверждают свои выводы цифрами. Но это очень хорошая плохая книга. В ней читатель найдёт настоящие самородки. Она блестяще написана. И если вы отойдёте от бессмысленного бормотания по поводу поколений, эта книга укажет на те изменения, которые, похоже, действительно происходят». Брукс также писал, что авторы по-разному относятся к поколениям: «По правде говоря, можно сделать вывод, что в США как будто было два величайших поколения в начале и конце века и два самых убогих в его середине».
В 2001 году критик Дина Гомес писала для NEA Today о том, что Штраус и Хау «убедительно» рассказали свою теорию, использую «увлекательный анализ популярной культуры». Признавая склонность авторов к чрезмерному обобщению, Гомес также утверждает, что «трудно противостоять оптимистическому видению будущего для наших детей. Многое из теорий, о которых они писали в двух предыдущих книгах — „Поколениях“ и „Четвёртом превращении“ — действительно стало реальностью».

### Общая критика теории
В 1991 году журналист Джонатан Альтер написал для Newsweek , что книга «Поколения» стала «провокационным, остроумным и увлекательным анализом ритмов американской жизни». Тем не менее, критик уверен и в том, что эта книга — «тщательно придуманный исторический гороскоп, который не выдержит проверки внимательного исследователя». Он считает: «Эти последовательные „персонажи-ровесники“ часто нелепы, но книга предоставляет большое количество новых сведений о том, что история США носит цикличный характер, что ещё давно утверждал Артур Мейер Шлезингер и другие». Он также заметил: «Границы между поколениями совершенно условны. Авторы соединили вместе всех, кто родился с 1943 по 1961 (Бэби-бумеры), в группу, в которой самые старшие и самые младшие представители имеют мало общего. Предсказания же авторов поверхностны и необдуманны». Альтер пришёл к выводу: «Каким бы увлекательным и информативным не казалось исследование, правда о поколенческих обобщениях состоит в том, что они в общем-то неудовлетворительны». Артур Левин, бывший председатель Педагогического колледжа Колумбийского университета, отметил: «Изображения поколений — это стереотипы. Существуют некоторые проявляющиеся различия, но всё же можно найти больше схожих черт у студентов в прошлом и настоящем. Но если ты и написал книгу об этом, то кому она будет интересна?».
Отвечая на упрёки в стереотипизации и обобщениях, авторы утверждали: «Мы никогда не пытались говорить о том, что какое-либо из поколений монохромно. Очевидно, что в него входят абсолютно разные люди. Но если рассматривать поколение как социальную общность, мы увидим, что оно, по крайней мере, столь же могущественно (а мы считаем, что и более могущественно), как экономические и социальные классы, расы, пол, религия и политические партии».
В 1991 году Геральд Першелл писал: «Можно гарантировать, что „Поколения“ привлекут любителей популярной истории и социальных наук. Среди профессиональных историков ей придётся труднее. Исследователи какой-либо определённой эпохи в штыки воспримут идею о том, что их эпоха похожа на некоторые другие. В Лиге плюща уже давно не приняты всеобъемлющие исторические теории, и отсутствие академического ранга также не сыграет на руку авторам. Их поколенческий квартет одновременно и „чересчур топорный“, и „чрезмерно отточенный“, — утверждал историк из Йельского университета. „Предсказания — для пророков“, — с усмешкой писал Уильям МакЛагин, некогда профессор истории в Брауновском университете, заявляя о том, что не нужно думать, „будто бы собрав вместе достаточно данных и дополнив их достаточным количеством диаграмм и схем, вы превратили свою историю в науку“. Книгу, скорее всего, встретят более благожелательно социологи и политологи».
Дэвид Рисмен и Ричард Нойштадт позитивно оценили теорию. Социолог Рисмен нашёл в работе «впечатляющий набор множества отрывков из теорий и исторических трудов». Политолог Нойштадт отметил, что Штраус и Хау «задают чертовски важные вопросы, и я уважаю их за это».
Отвечая на критику в 1991 году, Уильям Штраус признал, что некоторым историкам может не понравиться их теория, которую авторы представили в качестве новой точки зрения на историю США и которая ответила на необходимость цельного видения этого предмета:

Люди ищут новой способ почувствовать себя сопричастными с историей США. В этом и проблема. Мы будто дрейфуем в океане последние 10 лет, и мы думаем, что последние десятилетия об истории говорили как о наборе мини-историй, но людям не интересны мини-истории. Они ищут цельное видение. У нас уже десятки лет не было цельного видения, и мы стараемся показать его в нашей книге. Те, историки, которым понравится наша книга, — а я уверен, что в академических кругах её примут по-разному, потому что мы говорим об абсолютно новых вещах — но те историки, которые её примут, — это люди, которые сами больше сосредоточены на цикле человеческой жизни, чем на череде последовательных событий. Хорошими примерами таких людей являются Мортон Келлер из Брандейского университета и Дэвид Хакетт Фишер. Они заметили, что главное в теории — не поколения, а изменения, которые происходят со временем в том, как американцы относились к детям и пожилым людям и как они пытались вписать свои отношения в исторический процесс.— Уильям Штраус
В 1993 году Грегг Аанестад писал в своей докторской диссертации, что он «восхищён» амбициозностью «Поколений», их «очаровательностью» и «красочностью», но он посчитал, что при выборе сведений авторами была допущена ошибка неполного доказательства и что авторы не учли ключевые факторы, такие как численность поколений, их относительное ускорение развития или роль случайностей.
В 2006 году Фрэнк Гианкола написал статью в Human Resource Planning (академический журнал), где утверждал, что «несмотря на свою популярность, в целом выделение отличий между поколениями не подкреплено результатами эмпирических исследований».
В 2016 году вышла статья, в которой различия поколений, наблюдаемые с позиции работодателя, объясняются развитием условий труда, инициированных самими работодателями. В статье данное развитие объясняется конкуренцией фирм на рынке вакансий за получение более высококвалифицированных работников. Новые условия труда как продукт на данном рынке имеют классический жизненный цикл товара и когда они становятся массовыми соответственно изменяются и стандартные ожидания работников.
Теорию Штрауса и Хау (как и исследование поколений в целом) критикуют за то, что она не может отражать реальность каждого человека в каждом поколении вне зависимости от его расы, цвета кожи, гражданства, религии, пола, возраста, инвалидности и генетической информации. Хувер в качестве примера рассматривает изучение поколения Y: «Толкователи теории привыкли называть поколением Y белых богатых подростков, которые совершают великие вещи, пока они растут в благополучных предместьях, которые испытывают беспокойство, когда подают документы в колледжи с большим конкурсом, и которые с лёгкостью справляются с многозадачностью, пока их родители успокоительно порхают над ними. Однако так не называют подростков, которые относятся к меньшинствам, или к малоимущим, или к тем, кто никогда не выигрывал состязание по орфографии. Не называют так и учащихся из больших и маленьких городов, не имеющих ничего общего с округом Фэрфакс (Виргиния). Или тех, кто не разбирается в технике. Или тех, кто с трудом может окончить среднюю школу. Или тех, кто никогда и не думал о колледже. Или тех, кто совершает преступления. Или тех, кто страдает от недостатка родительского внимания. Или тех, кто бросает колледж. Все они не относятся к поколению Y?»
Тем не менее, в книге 2000 года «Восхождение поколения Миллениум» Штраус и Хау обратили внимание на детей эмигрантов в США, которые принадлежат к этому поколению и «испытывают пугающие трудности». Они писали, что «у трети нет медицинской страховки, они живут за чертой бедности и обитают в переполненных жилищах».
В 1991 году профессор и сотрудник The New York Times Джей Долан раскритиковал «Поколения» за то, что в книге не говорилось о классах, расе и поле, на что Нил Хау ответил, что «поколения куда более эффективны, чем эти обобщения, чтобы говорить о том, как люди думали и вели себя. Стоит понимать, что большинство историков никогда не рассматривало историю как смену поколений. Они предпочитают говорить о ней как о плавной смене 55-летних лидеров, которые всегда думали и поступали одинаково — но это не было и не является правдой. Если вы посмотрите, как действовали 55-летние американские лидеры в 1960-х: полные энтузиазма и уверенности Джон Кеннеди, Линдон Джонсон и Хьюберт Хамфри, и сравните их с сегодняшними нерешительными и неуверенными лидерами в Конгрессе, я думаю, вам придётся признать, что 55-летние не всегда действуют одинаково и что вы столкнулись с могущественными силами поколений, которые объясняют, почему поколение ветеранов и героев войны и другие поколения, представители которых достигли совершеннолетия при совершенно других обстоятельствах, по-разному ведут себя в мире».